# Antonia Schreiber
Antonia Schreiber (* 1984 in München) ist eine deutsche Harfenistin.

## Ausbildung
Sie erhielt ihren ersten Harfenunterricht im Alter von 11 Jahren. Bis zu ihrem künstlerischen Diplom, welches sie 2007 mit Auszeichnung ablegte, studierte sie bei Helga Storck an der Musikhochschule München. Bis 2010 setzte sie ihr Studium bei Charlotte Balzereit in Wien fort. Meisterkurse bei Germaine Lorenzini, Isabelle Moretti, Isabelle Perrin und Sarah O’Brien runden ihre Ausbildung ab.

## Tätigkeit und Ehrungen
Als Solistin trat sie mit Orchestern wie dem MDR-Sinfonieorchester Leipzig und dem Staatsorchester Braunschweig auf. 2008 bis 2011 spielte Schreiber an der Wiener Staatsoper und bei den Wiener Philharmonikern. Orchestererfahrung sammelte sie des Weiteren als Stipendiatin der Orchesterakademie der Münchner Philharmoniker und als Mitglied des Gustav Mahler Jugendorchesters.
Neben ihrer Tätigkeit als Solistin widmet sich Schreiber intensiv der Kammermusik. Seit 2009 tritt sie vermehrt gemeinsam mit Ingolf Turban im Duo auf. 2010 war sie Gründungsmitglied des Auros-Trios, dessen Mentoren François Leleux und Cristina Bianchi sind. Das Trio ist in zahlreichen erfolgreichen Konzerten, etwa im Bibliotheksaal Polling, aufgetreten.
Antonia Schreiber setzt sich auch für die zeitgenössische Musik ein. So wirkte sie beispielsweise bei Uraufführungen von Werken der Komponisten Sir Harrison Birtwistle und Wolfram Buchenberg mit.
Seit 2011 gibt sie Meisterkurse am Musik-Konservatorium Bratislava in der Slowakei.
Antonia Schreiber ist Preisträgerin zahlreicher internationaler Wettbewerbe und wurde durch Stiftungen wie die Deutsche Stiftung Musikleben und die Villa Musica Mainz gefördert. Der Erwerb ihres Konzertinstrumentes wurde durch den PE-Förderkreis in Mannheim gefördert.